# Thomas Madiou
Thomas Bernard Antoine Madiou (ur. 30 stycznia 1814, zm. 25 maja 1884) – haitański historyk, polityk i dyplomata.

## Życiorys
Urodził się w bogatej rodzinie mulackiej w stołecznym Port-au-Prince. Był najstarszym z czworga dzieci Jeana-Marie Thomasa Madiou oraz Marie Antoinette Laitre. W 1824 wysłano go do Francji. W dawnej metropolii kolonialnej zdobył wykształcenie. Uczył się w Angers, Nantes, Rennes, studiował również prawo w Paryżu. Po powrocie do kraju w 1835, pracował jako notariusz. W 1837 został sekretarzem Josepha Balthazar Inigniaca, sekretarza generalnego rządu. W 1843 objął posadę profesora historii w Lycée National, cztery lata później przejął kierownictwo tej placówki. Zmarł 25 maja 1884 w Port-au-Prince.
Jego główną pracą jest trzytomowa L'Histoire d' Haïti (Port-au-Prince 1847-1848).